# Finn Brunse
Finn Brunse (født 2. maj 1950) er en dansk politiker, der fra 2007 til 2013 var borgmester i Assens Kommune, valgt for Socialdemokraterne.
Brunse er uddannet lærer fra Den Frie Lærerskole i Ollerup og har læst historie og samfundsfag på Syddansk Universitet. Efterfølgende arbejdede han som beskæftigelseskonsulent i Tommerup og Vissenbjerg og senere som uddannelseskonsulent hos AOF i Odense.
Han blev valgt til kommunalbestyrelsen i Tommerup Kommune i 1978 og blev kommunens borgmester i 1989. I en periode var han formand for Kommuneforeningen på Fyn. Han blev i 2005 valgt som den første borgmester i den nye store Assens Kommune (med virkning fra 2007) og genvalgt i 2009.